# Шосе A1 (Шрі-Ланка)
Шосе А1 (широко відома як Коломбо-Кенді-роуд або просто Канді-роуд, англ. Kandy Road) — це магістральна дорога категорії А на Шрі-Ланці. З'єднує столицю Коломбо з Канді.

## Історія
Широко відомий як дорога Канді, A 1 був першим сучасним шосе на острові. Будівництво почалося в 1820 році за наказом британського губернатора Цейлону сера Роберта Вілмот-Хортона, 3-го баронета. Будівництво велося капітаном Вільямом Френсісом Доусоном, який загинув під час проєкту, разом з майором Томасом Скіннером. У пам'ять про капітана Доусона в Кадуганнаві на перевалі Кадуганнава була споруджена вежа Доусона.